# Östra Snöråsflotjärnen
Östra Snöråsflotjärnen är en sjö i Sollefteå kommun i Ångermanland och ingår i Ångermanälvens huvudavrinningsområde.